# Anaxagoras (cráter)

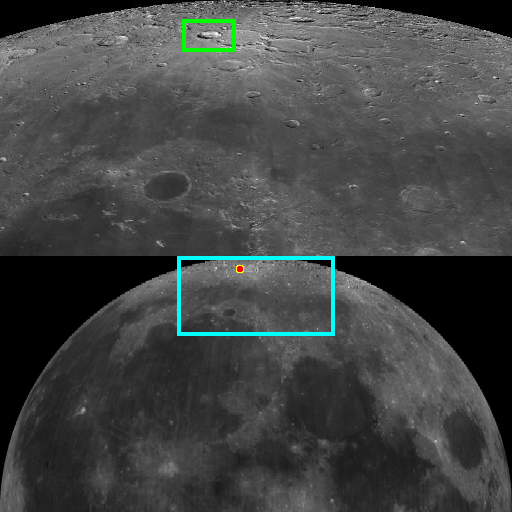
Anaxagoras sobre el globo lunar.

Anaxagoras es un cráter de impacto reciente (en términos astronómicos) que se encuentra cerca del polo norte de la Luna. Se halla junto al más grande y más fuertemente desgastado cráter Goldschmidt. Al sur-sureste aparece Epigenes, y hacia el sur se localizan los restos desgastados del cráter Birmingham.
Su sistema de marcas radiales no afectado por la erosión espacial indica que se trata de un elemento reciente. Estos rayos recorren una distancia de más de 900 kilómetros, alcanzando al cráter Platón situado al sur. En consecuencia, forma parte del Periodo Copernicano.
|  |  |
|  |  |

El interior del cráter tiene un albedo relativamente alto, por lo que se convierte en un elemento muy destacado cuando la luna está casi llena. (La alta latitud del cráter implica que el Sol siempre permanece cerca del horizonte, incluso a la máxima elevación de menos de un día después de la Luna Llena.) Las paredes interiores son empinadas y poseen un sistema de gradas. El pico central está desplazada desde el punto medio del cráter, y está unido a una formación baja que recorre el suelo del cráter. De hecho, parece que algunos de los materiales del pico central se han depositado fuera del contorno cráter.

## Cráteres satélite
Por convención estos elementos son identificados en los mapas lunares poniendo la letra en el lado del punto medio del cráter que está más cerca de Anaxagoras.
|            | \| Anaxagoras \| Coordenadas \| Diámetro \| \| ---------- \| ----------------------------- \| -------- \| \| A \| 72°12′N 6°54′O / 72.2, -6.9 \| 18 km \| \| B \| 70°18′N 11°24′O / 70.3, -11.4 \| 5 km \| |          |
| Anaxagoras | Coordenadas | Diámetro |
| A          | 72°12′N 6°54′O / 72.2, -6.9 | 18 km    |
| B          | 70°18′N 11°24′O / 70.3, -11.4 | 5 km     |